# Francisco Pedro da Cunha
Francisco Pedro da Cunha Bittencourt (Florianópolis, 1832 — 10 de abril de 1898) foi um religioso, jornalista e político brasileiro.

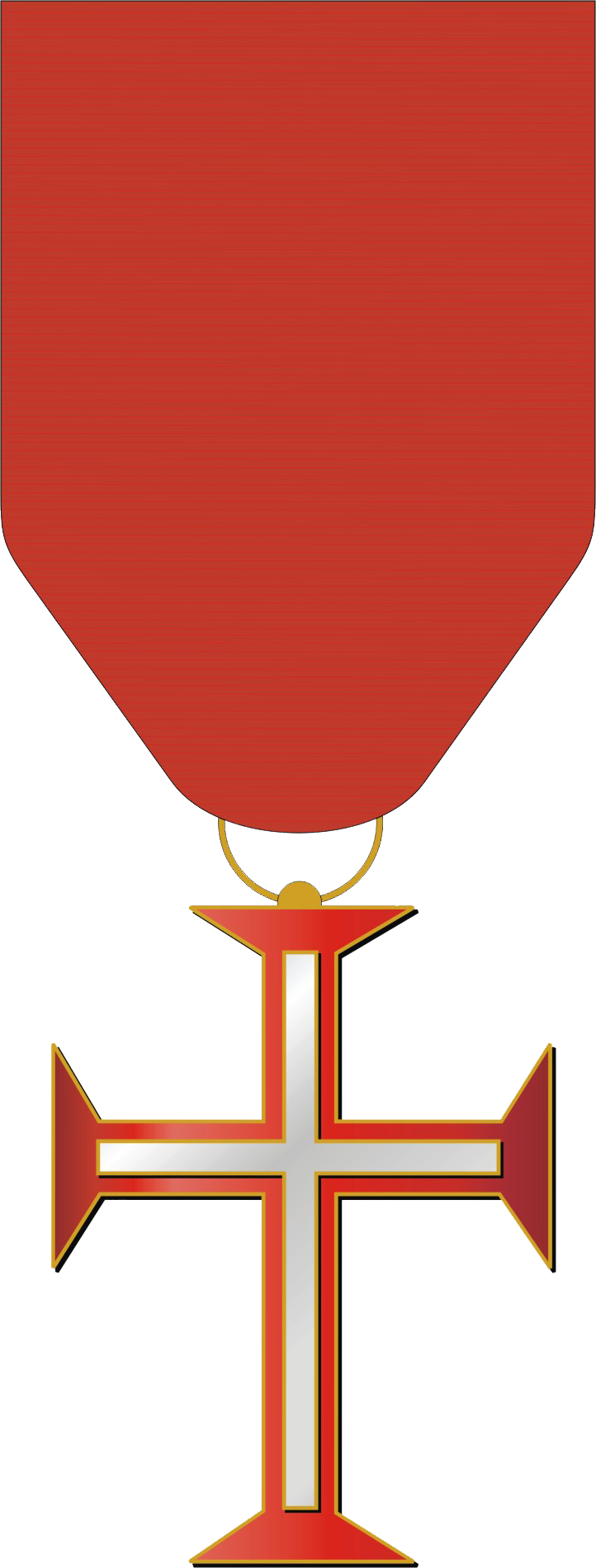
Medalha de Cavaleiro

Foi deputado à Assembleia Legislativa Provincial de Santa Catarina na 12ª legislatura (1858 — 1859), na 15ª legislatura (1864 — 1865), na 17ª legislatura (1868 — 1869), e na 22ª legislatura (1878 — 1879).
Foi cavaleiro da Imperial Ordem de Nosso Senhor Jesus Cristo.
É patrono da cadeira 12 da Academia Catarinense de Letras.